# Kallima thesaurus
Kallima thesaurus är en fjärilsart som beskrevs av Mathew 1887. Kallima thesaurus ingår i släktet Kallima och familjen praktfjärilar. Inga underarter finns listade i Catalogue of Life.